# Magyar Függetlenségi Párt

A Magyar Függetlenségi Párt jelképe

A Magyar Függetlenségi Párt (MFP) egy rövid életű párt volt a második világháború utáni Magyarországon. Először 1956-ban a forradalom alatt, majd 1990-ben, a rendszerváltást követően szervezték újjá, de érdemi politikai eredményt már nem tudott elérni; vélhetően még az 1990-es évek végén feloszlatta a bíróság, mivel két, egymást követő választáson sem tudott egyetlen jelöltet sem indítani.

## Története
1947. július végén – augusztus elején alapította az FKGP-ből március végén kilépett Pfeiffer Zoltán és köre, akikhez csatlakozott a feloszlatott Magyar Szabadság Párt tagjainak egy része is. A párt nyíltan konzervativista nézeteket vallott, a nemzeti demokrácia híveként még az 1945-ös állapotokat is elutasította. Rövid fennállása és a példátlan mértékű csalások ellenére is az 1947. augusztus 31-én megtartott országgyűlési választáson (mely később kékcédulás választások néven vonult be a köztudatba) a párt 670 751 szavazatot (13,43%) gyűjtött és 49 mandátumhoz jutott a 411 tagú parlamentben.
Nézetrendszere és a hatalmas csalások ellenére elért példátlan sikere, valamint amiatt, hogy az MFP csalásra hivatkozva petícióban támadta meg a választási eredményeket, a kommunisták azonnal fasisztának bélyegezték és panaszt nyújtottak be a választásokat felügyelő Országos Nemzeti Bizottságnál, Pfeiffer ellen pedig feljelentést tettek összeesküvés gyanújával. Az ügyben az ÁVO nyomozást indított, személyesen akkori elnöke, Péter Gábor vezetésével. A kihallgatások során (Pfeiffer nem volt a kihallgatottak közt, mentelmi joga ekkor még megvédte) állítólag különböző drogokat, főként Aktedront használtak, mely értelmi bénultságot, akaratgyengeséget okozott. A vádat képviselő Alapi Gyula, aki a választásokon SZDP színekben indult, kérte Pfeiffer mentelmi jogának felfüggesztését a kihallgatások során összegyűlt „bizonyítékokra” hivatkozva. A várható letartóztatás és bebörtönzés (kivégzés) elől Pfeiffer november 4-én külföldre menekült, nem sokkal később pedig rádiónyilatkozatban ítélte el a magyarországi eseményeket, illetve a kommunistákat.
Az Országos Nemzeti Bizottság a munkáspártok nyomására (a döntés előtt Rákosi Mátyás villájába rendelte Major Ákost, az ONB elnökét és azzal riogatta, hogy ha a testület az MFP javára dönt, az polgárháborúba taszítja az országot) 1947. november 20-i határozatában Pfeiffert emigrálására, illetve a külföldi rádiókban tett „mocskolódó” nyilatkozataira hivatkozva hazaárulónak és demokrácia-ellenesnek bélyegezte, pártja 1947-es választási eredményeit megsemmisítette, illetve javaslatot tett az MFP betiltására. Erre nem sokkal később Rajk László belügyminiszter révén sor került, Pfeiffert pedig november 23-án megfosztották magyar állampolgárságától. Ő később az Egyesült Államokban telepedett le és aktív szerepet vállalt a helyi kommunista-ellenes erők szervezésében és politikai életében, valamint a magyar emigráció képviseletében, az Európai Rab Nemzetek Közgyűlésén.

### Utóélete
A párt Hornyák Tibor vezetésével az 1956-os forradalom idején újjászerveződött, a szovjet bevonulás után azonban ismét betiltották, vezetőit, tagjait, valamint a működésében, szervezésében résztvevőket (és Magyarországon maradtakat) többségében letartóztatták vagy megfigyelés alá vonták, legtöbbjüket pedig börtönbüntetésre ítélték. Hornyák (és társai) a Kádár-rezsim és a nyugat közti enyhülés jegyében kötött megállapodások révén, számos más politikai elítélttel együtt az 1963-as általános amnesztia során szabadult eredetileg 12 éves börtönbüntetéséből.
A Magyar Függetlenségi Párt legközelebbi újjászervezésére csak a rendszerváltást követően, 1989 januárjában került sor, szintén Hornyák vezetésével, az 1990-es országgyűlési választáson azonban nem értek el számottevő eredményt, így nem jutottak be a parlamentbe. A párt későbbi sorsa ismeretlen, de vélhetően még a '90-es évek elején megszűnt, mivel sem az 1994-es választáson, sem más helyi vagy országos választáson nem vettek részt 1990/91 óta, szövetségre pedig Hornyák megalkuvást nem tűrő személyisége miatt sohasem léptek egyetlen más párttal vagy szervezettel sem. Hornyák 2006. december 25-én, 80 éves korában elhunyt.

## Választási eredmények
| Választások | Szavazatok száma | Szavazatok aránya | Mandátumok száma | Mandátumok aránya | Parlamenti szerepe |
| ----------- | ---------------- | ----------------- | ---------------- | ----------------- | ------------------ |
| 1947-es     | 670 751          | 13,43%            | 49               | 11,92%            | ellenzék           |

| Választások | Szavazatok száma (I. forduló) | Szavazatok aránya (I. forduló) | Szavazatok száma (II. forduló) | Szavazatok aránya (II. forduló) | Mandátumok száma | Mandátumok aránya | Parlamenti szerepe |
| ----------- | ----------------------------- | ------------------------------ | ------------------------------ | ------------------------------- | ---------------- | ----------------- | ------------------ |
| 1990-es     | 2 143                         | 0,04%                          | —                              | —                               | —                | —                 | nem jutott be      |